# Лихачёво (Архангельская область)
Лихачёво — деревня в Устьянском районе Архангельской области.

## География
Находится в южной части Архангельской области на расстоянии приблизительно 83 км на восток-северо-восток по прямой от административного центра района поселка Октябрьский на правом берегу реки Устья.

## История
В 1859 году здесь (деревня Вельского уезда Вологодской губернии) было учтено 11 дворов. До 2022 года входила в Лихачёвское сельское поселение до его упразднения.

## Население
Численность населения: 85 человек (1859 год), 72 (русские 100 %) в 2002 году, 39 в 2010.